# Fernando Vianello
Fernando Vianello (Bologna, 17 agosto 1939 – Roma, 10 agosto 2009) è stato un economista italiano.
Insieme a Michele Salvati, Sebastiano Brusco, Andrea Ginzburg e Salvatore Biasco, ha fondato la Facoltà di Economia dell'Università degli Studi di Modena e Reggio Emilia.
Si laurea in Giurisprudenza all'Università di Bologna nel 1963, discutendo la tesi sullo sviluppo economico italiano con il prof. Paolo Sylos Labini.
Frequenta nello stesso anno a Roma il 6º corso di formazione sullo “Sviluppo Economico” della Svimez, coordinato dal prof. Claudio Napoleoni. Dal 1964 al 1966 è assistente volontario presso la cattedra di "Istituzioni di Economia Politica" tenuta da P. Sylos Labini presso la Facoltà di Scienze Statistiche della "Sapienza" Università di Roma.
Frequenta dal 1966 presso l'Università di Cambridge, nel Regno Unito, corsi tenuti da J. Robinson, N. Kaldor e R. Khan. Consegue nel 1968 la laurea in Economia (Bachelor of Arts Degree) al Jesus College dell'Università di Cambridge.

## Carriera accademica
Nel corso della sua carriera ha avuto modo di confrontarsi con alcuni tra i più importanti economisti italiani del Novecento, quali Federico Caffè, Paolo Sylos Labini e Pierangelo Garegnani.
Università degli Studi di Siena
Facoltà di Scienze economiche e bancarie
- Professore associato di Storia delle Dottrine Economiche

Università degli Studi di Modena e Reggio Emilia
Facoltà di Economia
- Professore associato (poi ordinario) di Economia politica e Storia delle dottrine economiche (1969-1987).

“Sapienza” Università di Roma
Facoltà di Economia
- Direttore del Dipartimento di Economia Pubblica (1988-89).
- Professore ordinario di Economia politica e Storia dell'analisi economica (1987-2009).
- Coordinatore del dottorato di ricerca in Economia politica (1999-2001).
- Professore di Macroeconomia nel dottorato di ricerca in Economia politica (1987-2009).

## Attività scientifica
L'attività scientifica si è sviluppata su più linee di ricerca. Ha affrontato le teorie del valore e della distribuzione del reddito, con particolare riguardo al nesso fra accumulazione del capitale e saggio del profitto.
Ha approfondito le teorie degli economisti del filone dell'economia politica classica riportati in auge da Piero Sraffa, quali Adam Smith, David Ricardo e Karl Marx.
Si è quindi occupato delle vicende dell'economia italiana e di quella europea. Per quanto riguarda l'economia italiana, ha studiato il periodo immediatamente successivo alla seconda guerra mondiale, quindi la risposta alle lotte operaie degli anni sessanta e dell'inizio degli anni settanta e da ultimo l'adesione dell'Italia alla moneta unica europea.
Per quanto riguarda l'economia europea, ha concentrato la sua attenzione sul problema delle ragioni, dei modi di funzionamento e delle conseguenze del sistema monetario europeo e della moneta unica europea.
Infine, ha approfondito le tematiche dei prezzi, del saggio d’interesse e della domanda effettiva, sviluppando riflessioni stimolate dagli scritti di John Maynard Keynes.

## Premio “Fernando Vianello”
Alla sua memoria è stato istituito il “Premio Fernando Vianello” per una tesi di laurea magistrale in economia politica.
Tale premio intende promuovere la ricerca in economia politica lungo le linee di rigore teorico e di passione civile che hanno caratterizzato l'opera del Prof. Vianello, che alla critica ai fondamenti analitici della teoria dominante e allo sviluppo di un'impostazione alternativa ha sempre accompagnato una analisi attenta delle trasformazioni della realtà economica e un riconoscimento aperto delle implicazioni non neutrali sul piano civile e sociale delle diverse opzioni di politica economica.

## Vita privata
Sposato con Mariella Gramaglia, giornalista, parlamentare nella X legislatura, nonché Assessore al Comune di Roma nelle giunte Rutelli e Veltroni.
Ha due figli, Maddalena e Michele.

## Opere di Fernando Vianello
Una selezione di scritti è accessibile on line presso il sito della Facoltà di Economia dell'Università di Modena e Reggio Emilia.
- 1969 - F. Vianello, “Nota del curatore a Francesco Saverio Nitti. Saggi di Economia e Finanza”, vol. V, “Saggi economici vari. Disegni di legge. Discorsi”. A cura di Fernando Vianello, Prefazione di Paolo Sylos Labini, Laterza, Bari, pp. 609–634.
- 1970 - F. Vianello, Valore prezzi e distribuzione del reddito, Roma, Edizioni dell'Ateneo.
- 1971 - F. Vianello, Quantità di lavoro e rapporti di scambio, Roma, Edizioni dell'Ateneo.
- 1973 - F. Vianello, “Plusvalore e profitto nell'analisi di Marx”, in: P. Sylos Labini (a cura di), Prezzi relativi e distribuzione del reddito, Torino, Boringhieri, ISBN 978-88-339-5368-7.
- 1973 - F. Vianello, “La classe operaia e l'aumento dei prezzi”, in: AA.VV., Contro l'inflazione, Coines Edizioni, Roma.
- 1973 - A. Ginzburg, F. Vianello, “Il fascino discreto della teoria economica”, in: Rinascita, 31, 3 agosto, ripubblicato in: AA.VV., Marxismo ed economia. Un dibattito di «Rinascita», Venezia, Marsilio, 1974.
- 1975 - F. Vianello, “La DC e lo sviluppo capitalistico in Italia dal dopoguerra ad oggi”, in: AA.VV., Tutto il potere della DC, Coines Edizioni, Roma.
- 1975 - F. Vianello, “I meccanismi di recupero del profitto”, in: A. Graziani (a cura di), Crisi e ristrutturazione dell'economia italiana, Torino, Einaudi. Ripubblicato in: Il profitto e il potere. Una raccolta di saggi (1974-1979), Torino, Rosenberg & Sellier 1979.
- 1976 - F. Vianello, Introduzione a D. Ricardo, Sui principi dell'economia politica e delle tassazione, Milano, Isedi.
- 1977 - F. Vianello, “Occupazione e bilancia dei pagamenti”, in: AA.VV. Crisi, occupazione, riconversione, Torino, Rosenberg & Sellier, ripubblicato in: Il profitto e il potere. Una raccolta di saggi (1974-1979), Torino, Rosenberg & Sellier 1979.
- 1978 - G. Bonifati, F. Vianello, “L'economia italiana al tempo del Piano del lavoro”, in: Il Piano del lavoro della CGIL, 1949-1950, Milano, Feltrinelli.
- 1979 - F. Vianello, “Osservazioni sul capitale fisso e sulle quantità negative di lavoro”, in: Studi e ricerche dell'Istituto economico, 4, Università degli studi di Modena, Modena, Stem Mucchi.
- 1979 - F. Vianello, Il profitto e il potere. Una raccolta di saggi (1974.1979), Torino, Rosenberg & Sellier, ISBN 978-88-7011-092-0.
- 1979 - F. Vianello, “Lo sviluppo capitalistico italiano dal dopoguerra al «miracolo economico»: una veduta di insieme”, in: Il profitto e il potere. Una raccolta di saggi (1974.1979), Torino, Rosenberg & Sellier 1979.
- 1979 - F. Vianello, “L'Europa fra dollaro e marco: note sul dibattito italiano”, in: Dossier di Le monde diplomatique, n. 1, L'ingranaggio Europa, Torino, Rosenberg & Sellier, ripubblicato in: Il profitto e il potere. Una raccolta di saggi (1974.1979), Torino, Rosenberg & Sellier.
- 1979 - F. Vianello, “La lenta morte dello stato assistenziale” in: AA. VV., Libertà di sciopero o libertà di impresa? La politica della Confindustria tra controffensiva neo-liberista e repressione giudiziaria contro i metalmeccanici, Bari, De Donato. Pubblicato con il titolo “Il mercato e la società. Aspetti di restaurazione culturale”, in: Il profitto e il potere. Una raccolta di saggi (1974.1979), Torino, Rosenberg & Sellier.
- 1979 - F. Vianello, “Opinioni italiane e inglesi sul controllo delle importazioni”, in: Mondoperaio, n. 5 1979, ripubblicato in Il profitto e il potere. Una raccolta di saggi (1974.1979), Torino, Rosenberg & Sellier 1979.
- 1981 - F. Vianello, “Commento”, in: G. Lunghini (a cura di), Scelte politiche e teorie economiche in Italia 1945-1978, Torino, Einaudi, pp. 399–402, ISBN 978-88-06-51755-7.
- 1982 - F. Vianello, “La cultura degli Eloi”, in: AAVV, Il concetto di sinistra, Bompiani, Milano.
- 1983 - F. Vianello, “On Ricardo's principle that the profits of the farmer regulate the profits of all other trades” in: Studi e ricerche dell'Istituto economico, 18, Università degli studi di Modena, Modena, Stem Mucchi.
- 1985 - F. Vianello, “The Pace of Accumulation”, in: Political Economy. Studies in the Surplus Approach, 1, pp. 69–87.
- 1986 - F. Vianello, “La critica dell'economia politica: ieri e oggi”, in: C. Mancina, A.M. Nassisi, Marx e il mondo contemporaneo, vol. 1, Roma, Editori Riuniti, ISBN 978-88-359-3003-7.
- 1987 - F. Vianello, “Labour theory of value”, in J. Eatwell, M. Milgate, P. Newman (eds.): The New Palgrave: A Dictionary of Economics, Macmillan e Stockton, London e New York, ISBN 978-0-935859-10-2.
- 1988 - F. Vianello, “A critique of Professor Goodwin's Critique of Sraffa”, in: G. Ricci, K. Velupillai (eds.), Growth, Cycles and Multisectoral Economics: the Goodwin Tradition, Berlino, Springer-Verlag, ISBN 978-3-540-19467-5.
- 1989 - F. Vianello, “Effective Demand and the Rate of Profits: Some Thoughts on Marx, Kalecki and Sraffa”, in: M. Sebastiani (a cura di), Kalecki's Relevance Today, London, Macmillan, ISBN 978-0-312-02411-6.
- 1989 - F. Vianello, “Natural (or Normal) Prices. Some Pointers”, in: Political Economy. Studies in the Surplus Approach, 2, pp. 89–105.
- 1992 - F. Vianello, “Precisazioni in tema di prezzi naturali”, in: N. Acocella, G.M. Rey, M. Tiberi (a cura di), Saggi di Politica economica in onore di Federico Caffè, vol. II, Franco Angeli, pp. 119–140, ISBN 978-88-204-7349-5.
- 1993 - F. Vianello, “Umanesimo del welfare: qualche riflessione”, in: G.M. Rey e G.C. Romagnoli (a cura di), In difesa del welfare state, Milano, Angeli, ISBN 978-88-204-7687-8.
- 1994 - A. Simonazzi, F. Vianello, “Modificabilità dei tassi di cambio e restrizioni alla libertà di movimento dei capitali”, in: F.R. Pizzuti (a cura di), Pragmatismo, disciplina e saggezza convenzionale. L'economia italiana dagli anni '70 agli anni '90, McGraw-Hill, Milano.
- 1995 - F. Vianello, “Federico Caffè e l'intelligente pragmatismo”, in: A. Esposito, M. Tiberi (a cura di), Federico Caffè: realtà e critica del capitalismo storico, Catanzaro, Meridiana Libri, ISBN 978-88-86175-06-7.
- 1996 - F. Vianello, “Joan Robinson on Normal Prices (and the Normal rate of Profits)”, in: M.C. Marcuzzo, L.L. Pasinetti e A. Roncaglia (eds.), The Economics of Joan Robinson, New York, Routledge, ISBN 978-0-415-13616-7.
- 1998 - A. Simonazzi, F. Vianello, “Italy towards European Monetary Union (and domestic socio-economic disunion)”, in: B.H. Moss, J. Michie (eds.) The Single European Currency in National Perspective. A community in Crisis?, Macmillan, London, ISBN 978-0-333-79293-3.
- 1998 - G. Bonifati, F. Vianello, “Il saggio dell'interesse come fenomeno monetario e il saggio di rendimento del capitale impiegato nella produzione”, in: N. De Vecchi, M.C. Marcuzzo (a cura di), A Cinquant'anni da Keynes. Teorie dell'occupazione, interesse e crescita, Milano, Unicopli, ISBN 978-88-400-0493-8.
- 1999 - A. Simonazzi, F. Vianello, “Liberalizzazione finanziaria, moneta unica europea e occupazione”, in: R. Pizzuti (a cura di), Globalizzazione, istituzioni e coesione sociale, Donzelli, Roma, ISBN 978-88-86175-46-3.
- 1999 - F. Vianello, “Social accounting in Adam Smith”, in: G. Mongiovi, F. Petri (eds.), Value, Distribution and capital. Essays in honor of Pierangelo Garegnani, London, Routledge, ISBN 0-415-14277-6.
- 2000 - A. Ciampalini, F. Vianello, “Concorrenza, accumulazione del capitale e saggio del profitto. Critica al moderno sottoconsumismo”, in: M. Pivetti (a cura di), Piero Sraffa. Contributi per una biografia intellettuale, Roma, Carocci, ISBN 978-88-430-1665-5.
- 2001 - A. Simonazzi, F. Vianello, “Financial Liberalization, the European Single Currency and the Problem of Unemployment”, in: R. Franzini, R.F. Pizzuti (eds.), Globalization, Institutions and Social Cohesion, Springer Verlag, Heidelberg, ISBN 3-540-67741-0.
- 2004 - F. Vianello, “La Facoltà di Economia e Commercio di Modena”, in: G. Garofalo e A. Graziani (a cura di), La formazione degli economisti in Italia (1950-1975), Bologna, Il Mulino, ISBN 978-88-15-09567-1.
- 2004 - F. Vianello, “Reviewing a Review”, in D.K. Foley, P. Garegnani, M. Pivetti e F. Vianello, Classical Theory and Policy Analysis: A Round Table, Centro di ricerche e documentazione "Piero Sraffa", Materiali di Discussione n. 1, Roma, Aracne. Pubblicato in: Review of Political Economy, vol. 19, no. 2, 2007.
- 2007 - A. Simonazzi, F. Vianello, “Price and Prejudice. The statics and dynamics of money-wage flexibility”, in: M.C. Marcuzzo e A. Giacomin (eds.), Money and markets, London, Routledge, pp. 115–132, ISBN 978-0-415-38403-2.